# Cartogram

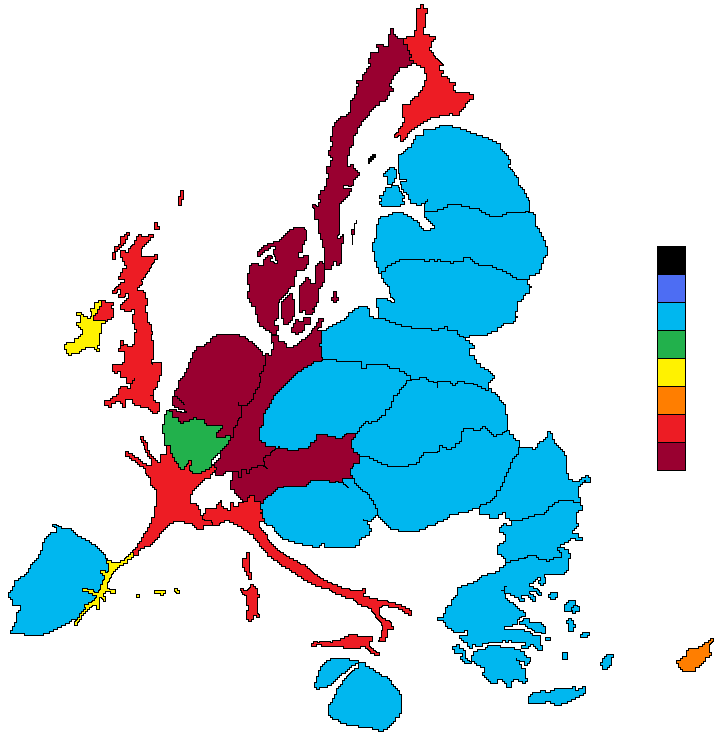
Voorbeeld van een cartogram op basis van de bijdrage aan het budget van de Europese Unie per inwoner
Netto bijdragers
−5000 to −1000 euro per hoofd
−1000 to −500 euro per hoofd
−500 to 0 euro per hoofd
Netto ontvangers
0 to 500 euro per hoofd
500 to 1000 euro per hoofd
1000 to 5000 euro per hoofd
5000 to 10 000 euro per hoofd
10 000 euro plus per hoofd

Een cartogram is een kaart waarop vooral de kwantitatieve aspecten van de te bestuderen verschijnselen weergegeven worden. Het is een speciaal voorbeeld van een statistische kaart. Een betere term voor dergelijke kaartsoorten is wellicht anamorfose, zij het dat deze term niet specifiek voor kaarten, maar ook voor andere informatiedragers zoals foto's gebruikt wordt. 
Dergelijke kaarten zijn vervormd op basis van data. Deze vervorming kan een bizar kaartbeeld opleveren. De vervorming gebeurt door een homeomorfisme toe te passen op de oorspronkelijke geografische kaart. Men kan zich dit voorstellen als een kaart die op een rubberen vel is getekend, dat men naar believen mag uitrekken of inkrimpen, maar dat men niet mag verknippen. Door het homeomorfisme blijft de continuïteit van de kaart verzekerd: gebieden (regio's, landen...) die aan elkaar grenzen doen dit ook na vervorming. Maar de grootte van de gebieden is nu niet evenredig met hun oppervlakte, maar met een ander attribuut, bijvoorbeeld het aantal inwoners of het bruto nationaal product. Daardoor wordt de kaart vervormd. Door die vervorming kan de data beter beklijven in het geheugen. Zo kan een cartogram of anamorfose van Europa, Scandinavië veel kleiner dan verwacht weergeven en Nederland juist veel groter dan verwacht. De 'Mental Map' van de lezer wordt gewijzigd. Zie ook Anamorfose in het Handboek Geo-visualisatie (Wikibooks).

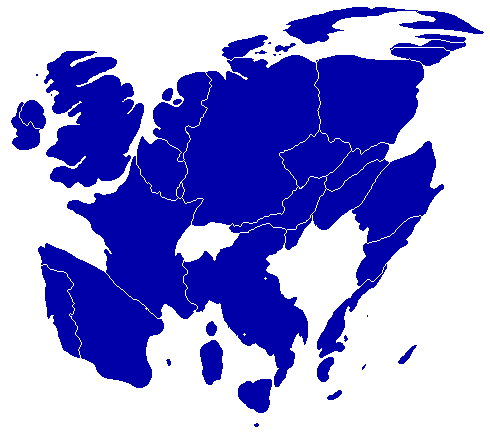
Cartogram van de Europese Unie op basis van het inwoneraantal per lidstaat. Duitsland, Frankrijk, het Verenigd Koninkrijk en Italië nemen ongeveer de helft van de oppervlakte in omdat ongeveer de helft van de EU-bevolking in die vier landen leeft.
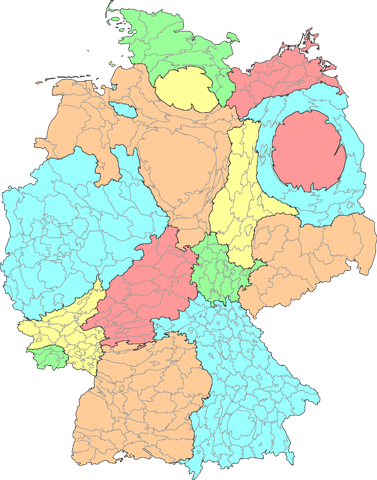
Cartogram van Duitsland naar inwoneraantal

Een ander soort cartogrammen vervormt de afstand tussen locaties op de kaart: deze zijn dan niet meer evenredig met de geografische afstand, maar met bijvoorbeeld de gemiddelde reistijd vanuit een bepaald punt naar de andere locaties:

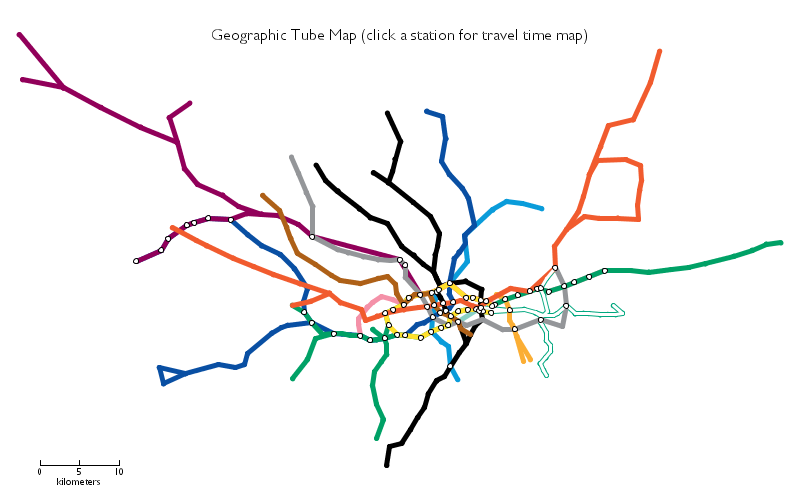
Niet-vervormde kaart van de Londense metro
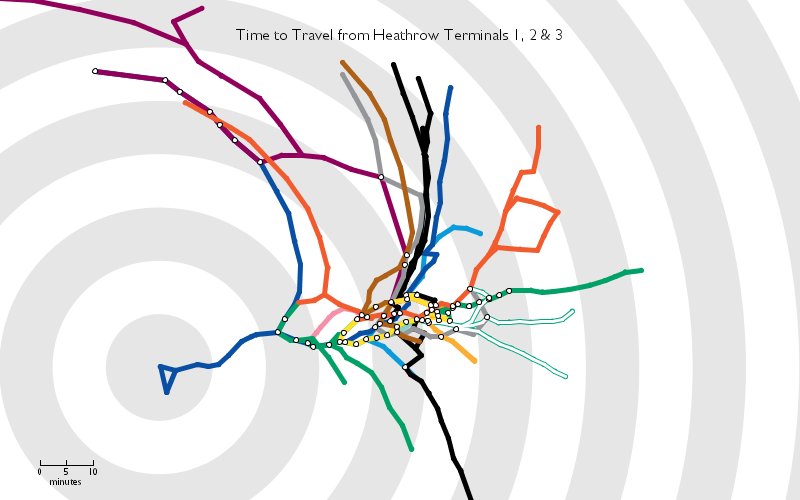
Cartogram van de Londense metro op basis van de reistijden vanuit de luchthaven van Heathrow
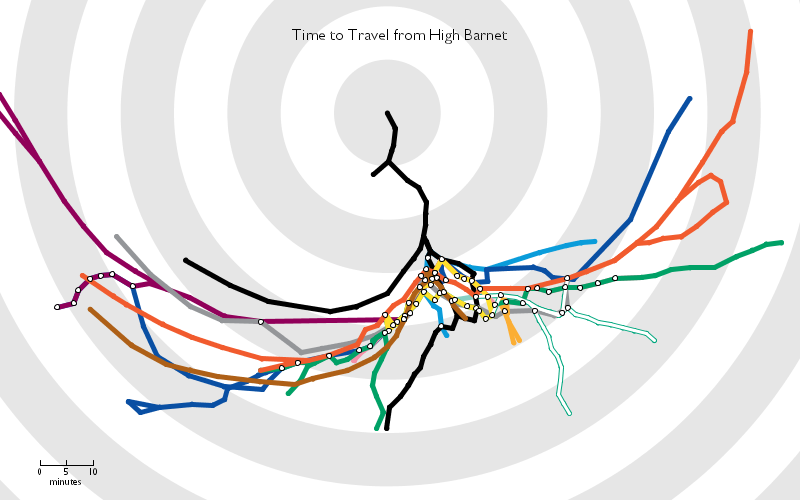
Analoog cartogram vanuit metrostation High Barnet